# 神奈川县立近代美术馆
35°17′47″N 139°31′51″E / 35.2963345°N 139.5307978°E
神奈川县立近代美术馆是日本第一座公立现代美术馆，由三个馆组成：镰仓馆、镰仓别馆和叶山馆。

## 概要

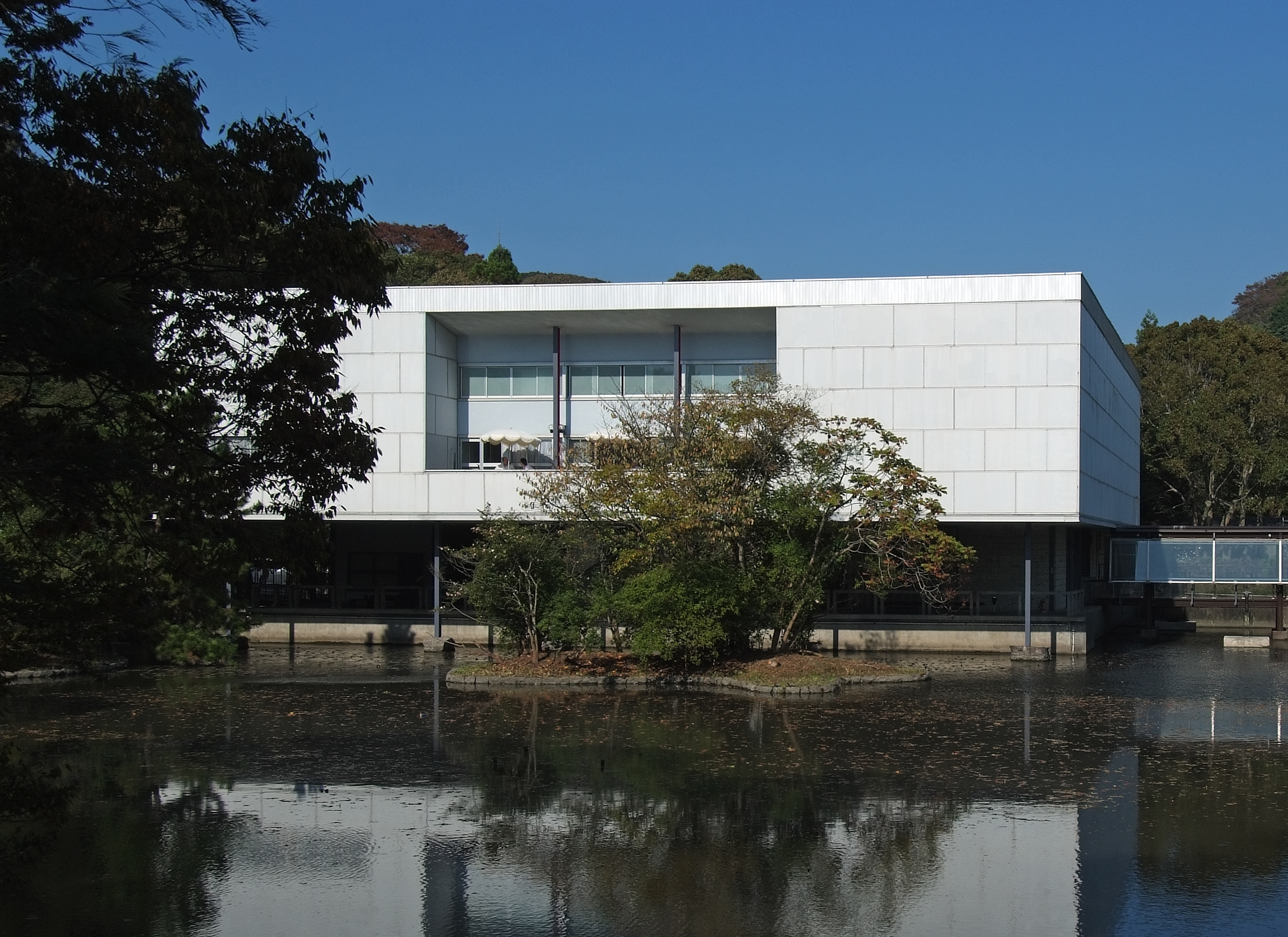
镰仓馆

### 镰仓馆
镰仓馆位于日本神奈川县镰仓市雪ノ下鶴岡八幡宮境内, 是日本第一座公立现代美术馆，1951年11月17日开馆。该建筑由坂仓准三设计，博物馆建筑本身也作为日本现代建筑的典范而备受重视，1999年被DOCOMOMO选为日本150近代建筑之一。2016年3月31日镰仓馆闭馆。

### 镰仓别馆
镰仓别馆于1984年开馆，由大高正人设计。镰仓别馆主要用于常設展。

### 叶山馆
叶山馆于2003年开馆，位于日本神奈川県三浦郡葉山町。叶山馆曾是高松宮家族的別邸。叶山馆位于海边，有许多实验性元素，如将可用的自然光线带进展厅。叶山馆主要用于展览。